# تیراندازی با کمان در المپیک تابستانی ۱۹۸۸
تیراندازی با کمان در بازی‌های المپیک تابستانی ۱۹۸۸ نام رویداد ورزش تیراندازی با کمان در بازی‌های المپیک تابستانی بود که در سال ۱۹۸۸ برگزار شد. این مسابقات از چهار بخش تیراندازی با کمان تشکیل شده بود که در سئول برگزار شد.

## جدول مدال‌ها
| رتبه | کشور                      | طلا | نقره | برنز | مجموع |
| ۱    | کره جنوبی (KOR)           | ۳   | ۲    | ۱    | ۶     |
| ۲    | ایالات متحده آمریکا (USA) | ۱   | ۱    | ۱    | ۳     |
| ۳    | اندونزی (INA)             | ۰   | ۱    | ۰    | ۱     |
| ۴    | بریتانیای کبیر (GBR)      | ۰   | ۰    | ۱    | ۱     |
| ۴    | اتحاد شوروی (URS)         | ۰   | ۰    | ۱    | ۱     |